# 제임스 코미

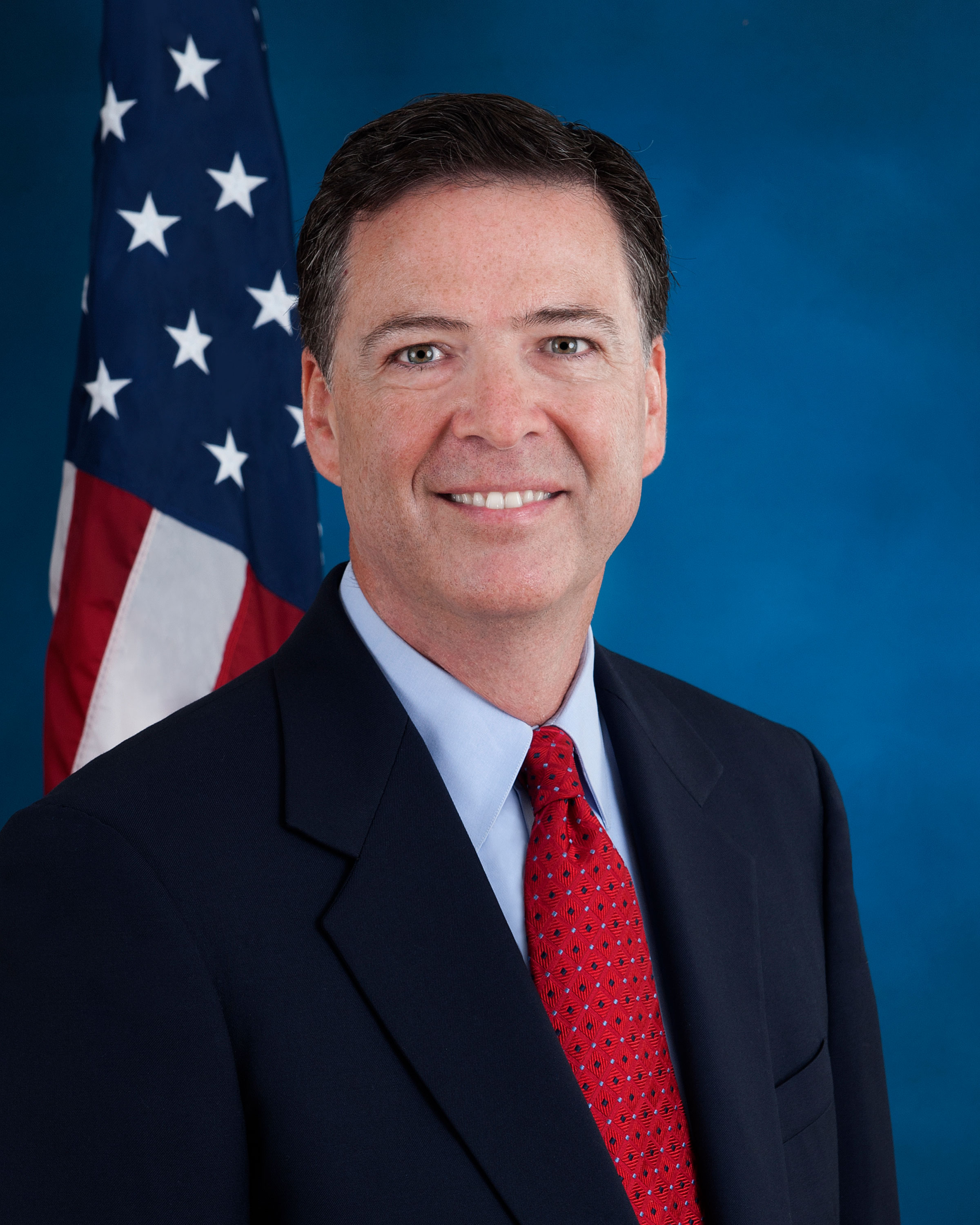
제임스 코미

제임스 브라이언 코미 주니어(James Brien Comey Jr., 1960년 12월 14일 ~ )는 미국의 법률가이다. 2013년 9월부터 2017년 5월까지 연방수사국 (FBI) 장관을 역임했다.
코미는 2002년 1월부터 2003년 12월까지 뉴욕 남부 관할 연방 검사였다. 그 후 2003년 12월부터 2005년 8월까지 미국 사법 부장관을 지냈다. 2005년 8월 코미는 법무부를 떠나 메릴랜드주 베세즈다에 본사를 둔 록히드 마틴의 총괄위원회 및 수석 부사장에 취임했다. 2010년에는 코네티컷주 웨스트포트에 본사를 둔 브리지워터 어소시에이츠의 총괄위원회에 취임하였다. 2013년 초에는 브리지워터를 떠나 뉴욕의 컬럼비아 로스쿨에서 수석 조사 연구원과 로저 허토그의 연구원으로 취임했다. 코미는 2013년 7월까지 HSBC 홀딩스의 이사였다.

## 같이 보기
- 도널드 트럼프